# Harri Jõgisalu

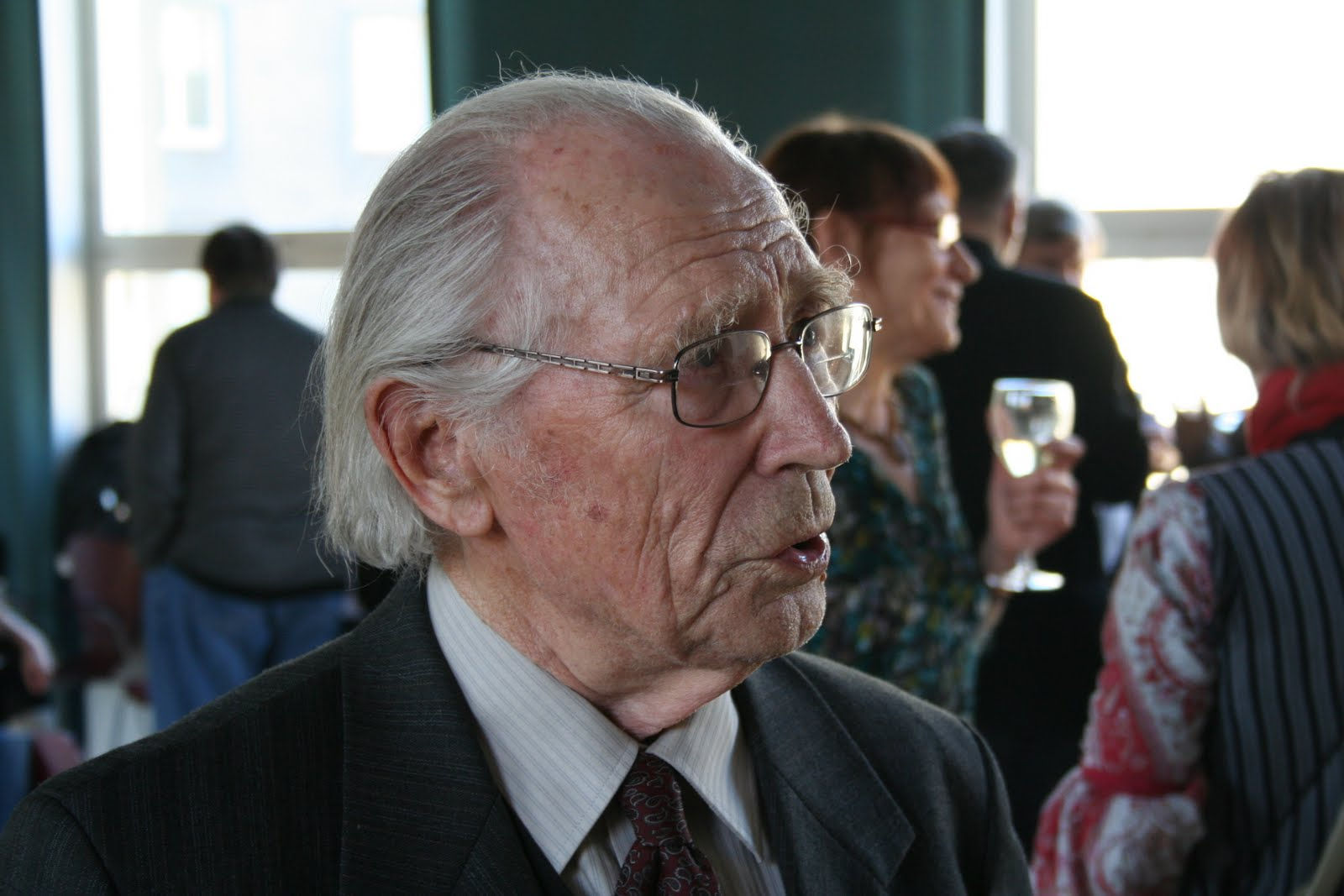
Harri Jõgisalu 2011

Harri Jõgisalu (* 24. August 1922 in Korju, Kreis Pärnu; † 18. September 2014 auf der Insel Kassari) war ein estnischer Schriftsteller, Pädagoge und Autor von Kinder- und Jugendliteratur.

## Leben
Jõgisalu besuchte seit 1930 verschiedene Schulen und war von 1936 bis 1940 auf der Handels- und Geschäftsschule für Knaben in Tallinn. Nach einem weiteren Studienjahr an der Tallinner Kommerzschule für Jungen war er während der deutschen Besatzung von Estland zeitweilig in der deutschen Wehrmacht und im Staatsdienst sowie als Volksschullehrer tätig. Von 1944 bis 1946 war er Gefangener in einem sowjetischen Kriegsgefangenenlager in der Nähe von Nowgorod.
Ab 1946 arbeitete er wieder als Lehrer in Estland und absolvierte von 1947 bis 1950 ein Fernstudium in Biologie und Geographie am damaligen Tallinner Pädagogischen Institut. Ebenfalls im Fernstudium studierte er von 1951 bis 1955 am Leningrader Herzen-Institut in der biologisch-chemischen Fakultät. Danach war er lange im Schuldienst und ab 1978 freiberuflicher Schriftsteller. Von 1984 bis 1990 war er Sekretär des Estnischen Schriftstellerverbandes und von 1990 bis 1992 Sekretär dessen Präsidiums.

## Werk
Harri Jõgisalu schrieb seit 1948 Theaterstücke für Schulaufführungen, die aber erst später gedruckt wurden. Seit 1956 publizierte er seine Tier- und Kindergeschichten in Zeitschriften, während sein erstes Buch erst 1967 erschien. Außerdem verfasste er Fabeln und heimatkundliche Schriften und gab mit Kollegen zahlreiche Schulbücher heraus.
Jõgisalus Bücher sind gekennzeichnet durch eine besondere Liebe zur Natur und die Betonung des sorgsamen Umgangs des Menschen mit der Natur. Auch seine Kinderbücher stellten die Natur und die Kinder in ihr in den Mittelpunkt.

## Bücher
- Käopoja tänu ('Der Dank des Kuckucksjungen', Tallinn: Eesti Raamat 1967. 64 S.)
- Sass ja Jass ('Sass und Jass', Tallinn: Eesti Raamat 1968. 64 S.)
- Nõiutud allikas ('Die verhexte Quelle', Tallinn: Eesti Raamat 1974. 132 S.)
- Suutäis soolast ('Ein Mundvoll Salziges', Tallinn: Eesti Raamat 1974. 88 S.)
- Kärp ('Der Marder', Tallinn: Eesti Raamat 1981. 160 S.)
- Maaleib ('Das Landbrot', Tallinn: Eesti Raamat 1984. 304 S.)
- Lugusid vanalt Läänemaalt ('Geschichten aus dem alten Kreis Lääne', Tallinn: Eesti Raamat 1989. 211 S.)
- Metsapaharet ('Der Waldschrat', Tallinn: Alvar 1993. 207 S.)
- Valel poolel. Mälestuspilte Parahhino sõjavangilaagrist. ('Auf der falschen Seite. Erinnerungen aus dem Kriegsgefangenenlager Parachino', Tallinn: Faatum 1998. 202 S.)
- Kihnu ning Manoja ('Kihnu und Manilaid, Tallinn: Maalehe Raamat 2001. 96 S.)
- Vesiratta Madis ('Der Wassermühlen-Madis', Tallinn: Ilo 2005. 237 S.)
- Lummus. Romaan noortele ('Verzauberung. Jugendroman', Tallinn: Faatum 2011. 254 S.)

## Preise
- 1962 Verdienter Lehrer der Estnischen SSR
- 1982 Juhan-Smuul-Preis für das beste Kinderbuch
- 1986 Juhan-Smuul-Preis für das beste Kinderbuch
- 2001 Orden des weißen Sterns, V. Klasse

| Personendaten    | Personendaten             |
| ---------------- | ------------------------- |
| NAME             | Jõgisalu, Harri           |
| KURZBESCHREIBUNG | estnischer Schriftsteller |
| GEBURTSDATUM     | 24. August 1922           |
| GEBURTSORT       | Korju, Estland            |
| STERBEDATUM      | 18. September 2014        |
| STERBEORT        | Kassari                   |